# Pedreña
Pedreña är en ort i Spanien.   Den ligger i provinsen Provincia de Cantabria och regionen Kantabrien, i den norra delen av landet, 300 km norr om huvudstaden Madrid. Pedreña ligger 28 meter över havet och antalet invånare är 1 454.
Terrängen runt Pedreña är platt åt nordost, men åt sydväst är den kuperad. Havet är nära Pedreña åt nordost. Runt Pedreña är det ganska tätbefolkat, med 120 invånare per kvadratkilometer. Närmaste större samhälle är Santander, 4,0 km nordväst om Pedreña. Omgivningarna runt Pedreña är en mosaik av jordbruksmark och naturlig växtlighet.